# Connaught B
Chronologie des modèles (1955 - 1958)
Connaught Bs Connaught C
La Connaught B est une monoplace de Formule 1, conçue par Connaught Engineering et dessinée par Rodney Clarke, ayant couru sept Grands Prix entre 1955 et 1958.

## Historique

Une Connaught B aux couleurs du Rob Walker Racing Team à Donington Park en 2007.

La Connaught B est engagée pour la première fois au Grand Prix automobile de Grande-Bretagne 1955 où le Rob Walker Racing Team aligne un châssis pour Peter Walker et Tony Rolt qui se relayent à son volant. Qualifiés quatorzième, ils abandonnent à cause d'un problème d'accélérateur.
La voiture, peu fiable, connaît de nombreux problèmes mécaniques et ses pilotes ne parviennent pas à la hisser bien haut en qualification. Sa meilleure qualification est une dixième place acquise par Archie Scott Brown au Grand Prix de Grande-Bretagne 1956.
Lorsqu'elle fonctionne, elle permet à ses pilotes de finir dans les points voire sur le podium, comme Ron Flockhart, troisième du Grand Prix d'Italie 1956 ; ce résultat est le seul podium de l'histoire de Connaught.
Au volant de cette voiture, Bernie Ecclestone s'engage au Grand Prix automobile de Monaco 1958 où il partage le volant avec Bruce Kessler. Une autre voiture, pilotée par Paul Emery est engagée à son nom. Aucun des trois pilotes n'arrive à se qualifier.
Ecclestone engage à nouveau ses châssis en Grande-Bretagne ; le double abandon des pilotes Jack Fairman et Ivor Bueb conduit à la fin de l'engagement en Grand Prix d'une Connaught B. Bruce Halford s'était en effet inscrit au Grand Prix automobile de Grande-Bretagne 1959 pour le compte de John Fisher mais la voiture n'est finalement pas disponible.